# La Mécanique des fluides
Ne doit pas être confondu avec Mécanique des fluides.
Pour plus de détails, voir Fiche technique et Distribution.
La Mécanique des fluides est un film documentaire français de 2022 réalisé par Gala Hernández López, présenté en première internationale au festival DOK Leipzig et en première française au FIFIB de Bordeaux.

## Synopsis
La réalisatrice explore Internet pour comprendre la solitude des incels.

## Fiche technique
- Titre original :  La Mécanique des fluides
- Réalisation et écriture : Gala Hernández López
- Montage : Alberto Dexeus, Gala Hernández López
- Montage son: Mélia Roger
- Mixage: Charli Masson
- Animation : Claudia Martín
- Production : L'Heure d'été, Après les réseaux sociaux (Allan Deneuville et Gala Hernández López), université Paris 8, EUR ArTeC, CNC (DICREAM)
- Genre : Moyen métrage documentaire
- Durée : 39 minutes

## Distinctions
- César 2024 : meilleur film de court-métrage documentaire